# Варвар Војник
Свети мученик Варвар је био војник за време владавине Јулијана Одступника. Када је царев војвода Вакх повео римску војску против Франака, у тој војсци је био и Варвар, потајни хришћанин. 
На бојишту се појавио неки јунак од стране Франака и изазивао Римљане, да би му неко од њих изашао на мегдан. Војвода Вакх је посаветовао Варвара да он изађе. Варвар се наводно помолио Богу, изашао и победио. Од тога се уплашила франачка војска и побегла. Тада је војвода направио велико весеље, и наредио да се идолима принесу жртве. Приликом жртвоприношења, војвода је приметио да се Варвар држи по страни. Када га је упитао о томе, Варвар је изјавио да је он хришћанин. Војвода је то јавио цару, а цар је наредио, да се Варвар стави на најтеже муке. Међутим Варвар је све то поднео са великом храброшћу и присебношћу. У хрићанској традицији помиње се да су се при његовом мучењу показала многа чудеса. Видевши то, многи војници примили су веру Христову. Међу њима био је и сам војвода Вакх са Калимахом и Дионисаијем. Сва тројица су посечена у Христово име, а за њима и Варвар, 362. године.
Српска православна црква слави га 6. маја по црквеном, а 19. маја по грегоријанском календару.